# Muisgebaren
Muisgebaren zijn bewegingen die het mogelijk maken door middel een bepaalde beweging met de computermuis een opdracht te laten uitvoeren. 
Bewerkingen zoals 'Vorige' pagina kunnen met één beweging uitgevoerd worden, wat tijdsbesparend is.
Muisgebaren worden nog niet in alle browsers ondersteund. (Opera ondersteunt ze al sinds versie 5.10 (april 2001). Voor Maxthon en Firefox bestaan inmiddels extensies die ze ondersteunen. De vorm van de gebaren is daarbij hetzelfde.
Bij muisgebaren hoort ook de 'Rocker' eigenschap. Dit houdt in dat men door de linker -en rechtermuisknop te gebruiken kan browsen.